# Кольєр (льодовик)
Льодовик Кольєр (англ. Collier Glacier) — гірський льодовик в окрузі Лейн, у штаті Орегон, США.

## Географія
Льодовик лежить на схилах вулканів Три Сестри (північний схил стратовулкана Середня Сестра та західний схил щитового вулкана Північна Сестра) у Каскадному хребті на висоті, як правило, понад 2400 м. З моменту останнього максимального поширення під час Малого льодовикового періоду (1350—1850 роки нашої ери) льодовик відступив приблизно на 1600 м. Льодовик довжиною 1500 м, займає площу 0,65 км² і містить близько 20 мільйонів м³ льоду.